# Ciernikokształtne
Ciernikokształtne (Gasterosteiformes) – rząd ryb promieniopłetwych (Actinopterygii). W Polsce występują trzy gatunki z rodziny ciernikowatych – ciernik (Gasterosteus aculeatus), cierniczek (Pungitius pungitius) i pocierniec (Spinachia spinachia).

## Cechy charakterystyczne
Ciało nagie lub pokryte płytkami kostnymi, mały otwór gębowy. Przedni odcinek płetwy grzbietowej przekształcony w kolce, płetwy brzuszne zredukowane, zamknięty pęcherz pławny, zawartość gazów regulowana jest przez dwa narządy: gruczoł gazowy i owal.

## Systematyka
Do ciernikokształtnych zaliczane są rodziny:
- Aulorhynchidae
- Gasterosteidae – ciernikowate
- Hypoptychidae
- Indostomidae

W szerszym znaczeniu Gasterosteiformes dzielono na podrzędy Gasterosteoidei i Syngnathoidei. Do pierwszego zaliczano wyżej wymienione rodziny, natomiast drugi z podrzędów został podniesiony do rangi rzędu Syngnathiformes – igliczniokształtne.
Wyróżniana wcześniej rodzina Macroramphosidae – bekaśnikowate jest obecnie uznawana za podrodzinę brzytewkowatych (Centriscidae). Pegazowate (Pegasidae) zostały wstępnie przeniesione do igliczniokształtnych, ale jej pozycja taksonomiczna wymaga dalszych badań.